# グラディウス外伝
『グラディウス外伝』（グラディウスがいでん）は、1997年8月28日にコナミより発売されたPlayStation用ソフトで、コナミの横スクロールシューティングゲームグラディウスシリーズ作品のひとつ。
2006年2月9日にPlayStation Portableで発売された『グラディウス ポータブル』にも収録されている（ただし2人同時プレイは不可）。

## 概要
本作は「外伝」の名の通り、グラディウスシリーズでは番外編に位置しており、シリーズ従来の伝統を踏襲しつつも、シールドを1番目に持ってきたりとパワーメーターの順序を自在に入れ替えることが出来るほか、2人同時プレイが可能など、家庭用ならではの追加要素が導入されている。
また、「シューティングファンには満足を、初めての人には感動を」のコピーの通り、上位難度で上級者向けのカバーはしつつも、シリーズ経験のないプレイヤーでも十分にクリアできる難易度になっている（カプセルの数を増やしたりして、復活しやすくなっている）。
ステージ内の演出面でも地形の回転や拡大、縮小を用いたり、緻密なドット絵により『グラディウスIII』以来のハードの進化を感じさせる出来となっている。このほか、本作はサウンド面にも独特の要素がある。

## ゲーム内容

### 登場機体
本作はスタート前に4つある機体からどれか1つを選択してプレイするようになっていて、機体による違いはカラーだけでなく装備にも及ぶため、機体性能にも差が出ている。『グラディウスII』・『グラディウスIII』にあった装備選択を機体選択に置き換えたものであり、特に初心者は機体イメージ重視より性能重視で選択した方が、ゲームを進めやすい。他のグラディウスシリーズの場合、使用する戦闘機は（アーケードシリーズでは）ビックバイパーのみ、『沙羅曼蛇』では1Pか2Pによって違う戦闘機を使用するというものであった。
どの機体を選択しても「ミサイル」「ダブル」「レーザー」はそれぞれ2段階目にパワーアップさせることができる。「ダブル」「レーザー」はそれぞれ一度1段階目にパワーアップさせれば、もう一方の装備を挟んでも連続でパワーアップしても以降2段階目になるが、他の装備と同様、ミスをするとその効力は失われ、再び1段階目からやり直しとなる。
なお、それぞれの機体解説中のパワーアップメーターの順序は、初期状態の順序である（詳しくはゲージエディットの項を参照）。
| 機体                 | 機体   | パワーゲージ   | パワーゲージ       | パワーゲージ     | パワーゲージ       | パワーゲージ | パワーゲージ |
| 名称                 | カラー | 1              | 2                  | 3                | 4                  | 5            | 6            |
| -------------------- | ------ | -------------- | ------------------ | ---------------- | ------------------ | ------------ | ------------ |
| ビックバイパー       | 青     | スピードアップ | ミサイル           | ダブル           | レーザー           | オプション   | ?（バリア）  |
| ロードブリティッシュ | 赤     | スピードアップ | 2WAYミサイル       | リップルレーザー | ディスラプター     | オプション   | ?（バリア）  |
| ジェイドナイト       | 緑     | スピードアップ | スプレッドボム     | ラウンドレーザー | パルスレーザー     | オプション   | ?（バリア）  |
| ファルシオンβ        | 紫     | スピードアップ | ローリングミサイル | オートエイミング | グラビティバレット | オプション   | ?（バリア）  |

「?」のバリアについては、機体選択後に別途選択する。（詳細は後述）

#### ビックバイパー -VIC VIPER-
| ビックバイパー パワーゲージ | ビックバイパー パワーゲージ | ビックバイパー パワーゲージ | ビックバイパー パワーゲージ | ビックバイパー パワーゲージ | ビックバイパー パワーゲージ | ビックバイパー パワーゲージ |
| ゲージ表記                  | S                           | M                           | D                           | L                           | O                           | ?                           |
| --------------------------- | --------------------------- | --------------------------- | --------------------------- | --------------------------- | --------------------------- | --------------------------- |
| 内容                        | スピードアップ              | ミサイル                    | ダブル                      | レーザー                    | オプション                  | バリア                      |

イメージカラーは青。シリーズを通してお馴染みの主役機体。ミサイル・ダブル・レーザーと、初代から変わらぬ標準装備を持つ。
MISSILE
自機の斜め下に発射され、地面にそって前進する。
Lv2では『II』のフォトントゥーピドゥのようにザコ敵を貫通するようになる。
DOUBLE
正面と斜め上にノーマルショットを発射。
Lv2では正面、斜め上、そして背後の3方向にノーマルショットを発射する。
LASER
敵を貫通する長いレーザーを発射する。
Lv2では長さが1.5倍ほどになり、攻撃力が高くなる。
武器をパワーアップすれば、ミサイルは貫通力が付き（『II』の「フォトントゥーピドゥ」）、ダブルは従来機体の死角となっていた後方にも撃てるようになり（ダブル＋『II』の「テイルガン」）、レーザーは1.5倍ほど長くなり、攻撃力が高まる。『III』までのグラディウスシリーズのダブルは2方向の弾のセットが両方消えるまで連射できなかったが、本作では射出された方向毎に連射できるので、最高3方向にノーマルショットを連射できる。加えて見た目よりショット自体の当たり判定が強く、地形に隠れた砲台を破壊しやすい。
攻撃力は平均的で、LV1までの性能がやや低めだが、弱点が少なく、あらゆるプレイヤー・難易度にお薦めできる機体である。LV2まで各装備をパワーアップすれば、最高難易度モードや打ち返し弾のある2周目等の攻略でも有効に働く。

#### ロードブリティッシュ -LORD BRITISH-
| ロードブリティッシュ パワーゲージ | ロードブリティッシュ パワーゲージ | ロードブリティッシュ パワーゲージ | ロードブリティッシュ パワーゲージ | ロードブリティッシュ パワーゲージ | ロードブリティッシュ パワーゲージ | ロードブリティッシュ パワーゲージ |
| ゲージ表記                        | S                                 | M                                 | D                                 | L                                 | O                                 | ?                                 |
| --------------------------------- | --------------------------------- | --------------------------------- | --------------------------------- | --------------------------------- | --------------------------------- | --------------------------------- |
| 内容                              | スピードアップ                    | 2WAYミサイル                      | リップルレーザー                  | ディスラプター                    | オプション                        | バリア                            |

イメージカラーは赤。『沙羅曼蛇』で2P用の機体として登場した戦闘機（詳しくは単独記事参照）。またパロディウスシリーズ（極上～以降）にも登場しており、グラディウスシリーズの戦闘機としてはビックバイパーに次いで知られた機体。
2-WAY MISSILE
自機の上下に同時にミサイルを発射。地形に接触すると消滅する。
Lv2では地形に接触するとその上を滑走して前進するようになる。
RIPPLE LASER
正面に向かって拡大しながら攻撃する環状のレーザー。貫通性能はない。
Lv2では残像が付いて判定が拡大し、攻撃力がアップする。
DISRUPTOR
一気に画面端まで伸びるレーザーを発射。敵を貫通する。
Lv2では発射後に幅が広がるようになる。
ミサイルは「2WAY」から『沙羅曼蛇』の「2WAY」（上下に這うミサイル、ただしミサイルの軌道はグラディウスIIの2WAYと同等で、昇りの地形は這えない）へとパワーアップする。
また『沙羅曼蛇』『実況おしゃべりパロディウス』と同様、「リップルレーザー」をダブルとして装備するが、Lv2で付く残像全てに判定を持ち、シリーズ史上最高の攻撃力を持つ「リップルレーザー」になった。
レーザーである「ディスラプター」はボスの装甲を貫通できるが、一旦弾を打ち止めると再度打つ場合にダメージを与えにくくなるなどやや癖があるため慣れが必要な装備となっている。
Lv2 2WAYミサイルやリップルレーザー、ディスラプターらによる、ステージ道中での前面への制圧能力は高い。弱点は後方への攻撃ができないことと、敵弾の色に近い赤系統のショットで、特に後者は高難易度では致命的で、「リップルレーザー」でも「ディスラプター」でも敵弾が非常に見えづらくなる。装備が前面の攻撃力に優れているので、後方から攻撃されることの少ない低難易度、または初心者用の機体で、高難易度で使用するにはプレイヤーの鍛錬が要求される。

#### ジェイドナイト -JADE KNIGHT-
| ジェイドナイト パワーゲージ | ジェイドナイト パワーゲージ | ジェイドナイト パワーゲージ | ジェイドナイト パワーゲージ | ジェイドナイト パワーゲージ | ジェイドナイト パワーゲージ | ジェイドナイト パワーゲージ |
| ゲージ表記                  | S                           | M                           | D                           | L                           | O                           | ?                           |
| --------------------------- | --------------------------- | --------------------------- | --------------------------- | --------------------------- | --------------------------- | --------------------------- |
| 内容                        | スピードアップ              | スプレッドボム              | ラウンドレーザー            | パルスレーザー              | オプション                  | バリア                      |

イメージカラーは緑。「翡翠の騎士」と和訳される洒落た名称から想像が付く通り、開発者から不思議と愛されており、2周目以降の空中戦BGM「SKY #2」は本作のサウンドトラックにて作曲者から別名「ジェイドナイトのテーマ」とされているほどであった。設定上は元々はビックパイパーの支援用に開発された機体とされている。
SPREAD BOMB
自機の斜め下に発射され、着弾すると広がる爆風でもダメージを与える。
Lv2では途中で2発に分裂し、攻撃範囲が広くなる。
ROUND LASER
単発の通常弾と、自機の周囲に円形に広がるレーザーを発射する。
Lv2ではラウンドレーザーの範囲がより広くなる。
PULSE LASER
敵を貫通する短い2連レーザーを発射する。(グラディウスⅢのTwin Laserと同系統）
Lv2では3連レーザーになり、攻撃範囲がやや広くなり攻撃力も上がる。
ミサイルは「スプレッドボム」で、2段階目では落下中に2つに分裂する。7面においてはブラックホールに吸い込まれる前に爆発するため、このステージでは全機体中唯一有効なミサイルである。
ダブルは自機を中心に同心円状に広がる異色の「ラウンドレーザー」。破壊可能な弾などに対する自衛には最高の兵器で360度に渡って広がり死角0となるため防御力が高く、またボスの装甲や地形まで貫通する。その一方で、円状レーザーは短射程であり、また同時に発射される通常弾の連射力が悪いため攻撃力に乏しく、攻撃用途においては使いづらいダブルである。しかしながら、モアイステージや複雑な地形では特に重宝する。
レーザーは対雑魚において貫通力を持つ２連レーザーである「パルスレーザー（『ライフフォース』で登場した同名の装備とは異なる）」を装備する。主に各ステージ導入での空中戦などで有効だが、「パルスレーザー」自体の攻撃力が低いので、耐久度のある敵への攻撃には向かず、またLv2へパワーアップさせてもLv1からの強化効果は微弱である。
ラウンドレーザーとスプレッドボムの組み合わせで道中の突破力はかなり高く死角0の射程を生かして進むのは容易いが、半面ラウンド・パルスの両レーザーは耐久度のある敵への攻撃にあまり向かないため、特にボス戦になると火力不足が露呈し、長期戦になり易い。オプション操作やスプレッドボムの火力で、ダブル・レーザーの癖や火力不足をカバーする必要のある、上級者用の機体となっている。
ゲーム開発当初の名前は「グレイレイヤー」だった。

#### ファルシオンβ -FALCHION β-
| ファルシオンβ パワーゲージ | ファルシオンβ パワーゲージ | ファルシオンβ パワーゲージ | ファルシオンβ パワーゲージ | ファルシオンβ パワーゲージ | ファルシオンβ パワーゲージ | ファルシオンβ パワーゲージ |
| ゲージ表記                 | S                          | M                          | D                          | L                          | O                          | ?                          |
| -------------------------- | -------------------------- | -------------------------- | -------------------------- | -------------------------- | -------------------------- | -------------------------- |
| 内容                       | スピードアップ             | ローリングミサイル         | オートエイミング           | グラビティバレット         | オプション                 | バリア                     |

イメージカラーは紫。元々は制空戦闘機として開発されたが、遠距離攻撃能力を付加したため、名前に「β」が付けられた。接近戦に主眼を置いた機体として開発されていたので、装備も接近戦用の物ばかりが揃っている。
ROLLING MISSILE
自機の真下に発射され、敵を貫通するミサイル。地面に接触すると前後2つに分裂し地面に沿って進むが、射程が短い。
Lv2では射程が長くなる。
AUTO AIMING
前方上90度方向の敵を自動的に狙うダブル。上側のショットは射程が短い。
Lv2では上方180度をカバーするようになり、上側のショットの2連射が可能になる。
GRAVITY BULLET
敵や地形にヒットするとブラックホールを模した爆発を起こし、爆風でダメージを与える弾を発射する。その爆風に撃ち込むことでも爆発を起こすため、射出のタイミングを調整しないと射程が著しく短くなる。
Lv2では爆風の範囲が広くなる。
ミサイルは「ローリングミサイル」で一定時間で消滅する。消滅前に地形に触れると前後に分裂して地形を這う。
ダブルは自動追尾型の「オートエイミング」。ノーマルショット1発以外に自動追尾弾を最高2発まで射出することが出来、自動追尾範囲は最高前方から後方まで180度に及ぶ。
レーザーの「グラビティバレット」は前方に発射するスプレッドボムの様な武装で、爆発時に発生するブラックホールの破壊力が全機体中最高。さらに敵ボスの外装からコアにダメージを与えられる。
弱点は、各装備が第1段階では比較的弱く、また短射程のミサイルとダブル、連射し続けると短射程になるレーザーの影響で、特に高難易度での打ち返し弾が多くなってきた際には敵弾が見えづらくなることがある。
短い射程という欠点から上級者向けではあるものの、専用武器のどれもが攻撃力と利便性に長けているため、ビックバイパーと共に高難易度に向いている機体でもある。
ゲーム開発当初の名前は「ブリジットランス」だった。また、「ブリジットランス」の後の名前は「ファルシオン」になったが、名前がしっくり来ないとの理由で「β」が付けられた（βの設定は後付け）。

### バリアセレクト
バリア（「?」）は他のシリーズ作品（『II』、『III』など）と同じように機体選択とはまた別に選択する。本作では4種類の中から1つ選択するようになっている。
シールド
自機前方に玉のようなシールドが2つ装着される。前方からの攻撃のみ防御することが可能だが、耐久力が高い。地形に接触しても耐久力が減じる。
初代から登場し続ける伝統の装備。
フォースフィールド
自機全体をオーラのようなエネルギーで包み込む。全方位からの攻撃を防御できるが、耐久力は3発までと極端に低い。地形に接触しても耐久力が減じる。
ガード
地形に対しての防御機能を備えたシールドが自機の上下に装着される。地形に当たる分には耐久力が減らず、自動的に押し返される。敵の攻撃に対しても3発まで防御できる。
防御範囲はかなり広いものの、ガードを装備している位置の関係上真正面と真後ろに防御効果が働かないため、耐久値が残っていても自機が直撃を受けることがある（左右移動の際にガード位置が左右にシフトするため、地形に対して安全な反面逆方向からの敵弾には弱い）。またその特性上、ボス戦ではうまく機能しない場合も多い。
ボス戦よりもステージ道中での進行に特化した装備と言える。
リミット
装備してから3秒間、完全無敵になる。その間はどれだけ敵の攻撃を受けようが、地形に潜り込もうがミスにならない。しかし、3秒経過で自動的に消滅するため、使う状況を見極める必要がある。
緊急回避系の要素が高いバリアだが、敵機に突っ込んでダメージを与えるなど攻撃にも転用できる、特殊なバリアである。
パワーアップカプセル次第で連発して無敵が続けられる一方、ゲージを?に合わせてのバリア2つ保持はほぼ通用しない。

### ゲージエディット
本作には、他のシリーズ作品にはないシステムとして、パワーアップゲージの配列順序をプレイヤーが任意に変更できるゲージエディット機能が存在する。
通常、シリーズ作品におけるパワーメーターゲージの配列は“S (SPEED UP) - M (MISSILE) - D (DOUBLE) - L (LASER) - O (OPTION) - ? (BARRIER)”の順となっている。本作においても初期状態はこの配列となっているが、オプション設定やゲームスタート時にメーターの配列を自由に組み替えられる。
この配列の仕方によっては、パワーアップを効率的に、そして素早く行うことが可能となる。逆に非効率になり中々パワーアップができない状況に陥ったり、復活が困難になることもある。すなわち、メーターの配列順序はそのまま難易度に直結する要素となる。
このようなシステムはゲームの難易度を著しく崩壊させる可能性もあるが、家庭用オリジナルであるがゆえに搭載できたシステムとなっている。

### ステージ構成
| 面 | ステージ・タイトル                                    | 解説 | ボス |
| -- | ----------------------------------------------------- | --- | --- |
| 1  | 雪原 BEYOND THE WHITE STORM 白い嵐を越えて            | 雪崩や氷などが出現する雪のステージ。敵の攻撃は緩いものの、地面から氷の板がせり出すなど起伏に富んでおり、画面を常に吹雪が舞っているため視界も悪い。一方で、雪で覆われているため地形の当たり判定は見た目よりも幾分緩くなっている。 | ブリザードクロウラー                                                                                              |
| 2  | スクラップ REQUIEM FOR REVENGERS 復讐者たちへの鎮魂歌 | スクラップにされた機械が襲い掛かるステージ。地形の所々にグラディウスシリーズで登場したボスの残骸が埋まっており、プレイヤーを攻撃する。中盤ではルートが上下に分岐し、ルートによってボスが変わる。 | 上ルート : グレイブ 下ルート : ノービル                                                                           |
| 3  | 水晶 INTO THE CRYSTAL CAGE 水晶の檻の中へ             | 敵味方問わずレーザーを屈折させる水晶が地形や障害物として存在するステージ。屈折を利用して地形の陰にいる敵などへ攻撃することができる（ただし敵も同様）。2周目以降、水晶、巨大水晶の数が増える。 | シャイニングコア                                                                                                  |
| 4  | モアイ RUINS OF SILENCE 沈黙の遺跡                    | モアイは破壊すると消滅せずに崩落し、場所によってはその残骸が障害物となってプレイヤーを襲う。後半では目からレーザーを放つ「レーザーモアイ」、4体のモアイがくっ付いた「トーテムポールモアイ（横向き）」が現れる。2周目以降はボスの数が倍（2体から4体）になる。 | モアイディメンション                                                                                              |
| 5  | 細胞 ORGANIC FORTLESS 有機の要塞                      | 地形自体が広くなったり狭くなったりして脈動するステージ。あまり後方にいると挟まれることもある。ボスも上下に動くことで地形を波打たせて攻撃してくる。また、ステージ全体が『細胞』のため、アイテムが通常よりも、早く消えてしまうため注意が必要。 | マッドスキン |
| 6  | 植物 GREEN INFERNO 緑の地獄                           | 植物が支配するステージで、蔦（つた）や胞子などのトリッキーな動きによってプレイヤーのミスを誘う。ボスは3段階に変形し、それぞれ攻撃が異なる。 | スティンガーキッド ハンターファング ギガスローズ                                                                  |
| 7  | ブラックホール ON THE EVENT HORIZON 事象の地平の上で  | シリーズ伝統の火山面だが、ステージの序盤で突如後方にブラックホールが出現し、火山もろともステージ全体の地形を吸い込んでいくという異色のステージとなっている。ブラックホールは岩石や敵のみならず自機のミサイルまで吸い込む。なお、旧型PS2（～SCPH-55000）、新型PS2（SCPH-70000）でプレイすると処理落ちが発生し、敵の砲弾や、岩石の吸い込みがゆっくりになるが、新型PS2（SCPH-75000以降）、PS3では処理落ちは発生しない。 | クラーケン |
| 8  | ボスラッシュ FORMIDABLE GUARDIAN 恐るべき守護者たち   | 最終ステージ直前の恒例のボスラッシュで、全て外伝オリジナルのボスだが、中にはコナミシューティングの主人公機や、旧作からリニューアルされたボスも出現する。1周目は「ネオビッグコア」を倒せばステージ終了となるが、2周目以降はその後に「ヘブンズゲート」が登場する。 | レーザーテトラン パラサイトコア デスダブル トリプルコア デルタトライ ジャグラーコア ネオビッグコア ヘブンズゲート |
| 9  | 要塞 FATE... 宿命……                                   | 最終面。前半は高速スクロール、後半は要塞内部、という2部構成になっている。終盤に立ち塞がる「ヘビーダッカー」はグラディウスシリーズには珍しい地上兵器のボスで、高い機動力を活かした多彩な攻撃でプレイヤーを苦しめる。「ソル」はグラディウスⅡに登場した「クラブ」同様、破壊不可能な敵としてプレイヤーの行く手を遮る。ラスボスは「沙羅曼蛇」に登場したボスに次々と変身するが、特に目立った攻撃はしてこない。             | ブーストコア ガンナーウォール ヘビーダッカー ソル O.V.U.M                                                         |

### 余談
シリーズ他作品にも見られるデモ画面はこの『外伝』にも複数種類存在するが、そのうちの各機体の装備を扱ったデモ画面、特にファルシオンβのものには版による内容の差異がある。具体的には、通常版およびPSP版はファルシオンβが中途で敵に体当たりをしてしまうため、装備を最後（バリア。機体によって装備するものが違い、ビックバイパーはシールド、ロードブリティッシュはフォースフィールド、ジェイドナイトはガード、ファルシオンβはリミットとなっている）まで見ることができない。ベスト版およびPS One Books版は前者のものから行動パターンが変更され、装備を最後まで見ることができるようになっている。

## 音楽
この『外伝』のBGMには、ゲームの随所に「メインテーマ」とも言うべきモチーフが散りばめられている。このモチーフはオープニングやエンディングなどに留まらず、ネームエントリーにゲームオーバー、空中戦・最終ボス戦にまで使用されている。また2面ではコナミミュージック伝統の3連符が多用されている一方で、5面・6面BGMではアーケード版では他のゲームサウンドのために難しい、アンビエントミュージックの要素が取り入れられていることがサウンドトラックにて作曲者であるNories三浦により述べられている。
最終ステージの導入部には初代『グラディウス』空中戦のフレーズが用いられている。

## スタッフ
- ディレクション：関貞策
- プログラム：茅ヶ崎京、園葉凌、小林孝幸、山崎幸博
- グラフィック・デザイン：関貞策、関和恵、浅見淳
- サウンド・ディレクション&プログラム：あきろぴと
- ミュージック・コンポーズ：Nories 三浦
- サウンド・エディット：Y.MAT
- レコーディング・エンジニア：イーグル沢夫
- ギター：鈴木京番
- キーボード&モアイボイス：Nories 三浦
- ボイス・レコーディング・アドバイス：阪上登
- オープニング・ムービー：外山マコト、TAKAHIDE MURAKAMI、今泉健一郎
- プロダクト・デザイン：ライフ本田
- パッケージ・イラストレーション：橋爪義弘
- 翻訳：Harry Inaba
- スーパーバイズ：HALKY、北尾剛三
- プロデュース：北上一三

## 評価
ファミ通クロスレビューでは7、6、7、9の29点。レビュアーは今までのグラディウスを踏襲しつつもパワーアップしていてゲージエディットや難易度が高いが7段階で変更可能なシステムで、「果たしてどこまで理解れるのか」としたがシリーズファンや懐かしさを感じられる者にはいいとした。